# جواد درفشی جوان
جواد درفشی جوان (۱۳۰۶–۱۳۹۲) تنیسور ایرانی بود که لقب پدر تنیس ایران را دارد. وی پدر کامبیز درفشی جوان بود.
وی در سال ۱۳۸۶ به پاس ۷۵ سال خدمت به عرصه تنیس کشور در مراسمی با حضور محمد علی‌آبادی رئیس سازمان تربیت بدنی، مورد تقدیر قرار گرفت.